# Parux
Parux is een gemeente in het Franse departement Meurthe-et-Moselle in de regio Grand Est. De plaats maakt deel uit van het arrondissement Lunéville en sinds 15 maart 2015 van het kanton Baccarat, toen het kanton Cirey-sur-Vezouze, waar Parux daarvoor onder viel, werd opgeheven.

## Geografie
De oppervlakte van Parux bedraagt 4,4 km², de bevolkingsdichtheid is dus 18 inwoners per km².
De onderstaande kaart toont de ligging van Parux met de belangrijkste infrastructuur en aangrenzende gemeenten.

## Demografie
De figuur toont het verloop van het inwonertal (bron: INSEE-tellingen).